# NGC 398
NGC 398 is een lensvormig sterrenstelsel in het sterrenbeeld Vissen. Het hemelobject ligt ongeveer 229 miljoen lichtjaar van de Aarde verwijderd en werd op 28 oktober 1886 ontdekt door de Franse astronoom Guillaume Bigourdan.

## Synoniemen
- PGC 4090
- MCG 5-3-65
- ZWG 501.100
- ARAK 31
- NPM1G +32.0049